# Малий Плоцьк
Малий Плоцьк (пол. Mały Płock) — село в Польщі, у гміні Малий Плоцьк Кольненського повіту Підляського воєводства.
Населення — 1041 особа (2011).
У 1975-1998 роках село належало до Ломжинського воєводства.

## Демографія
Демографічна структура станом на 31 березня 2011 року:
|          | Загалом | Допрацездатний вік | Працездатний вік | Постпрацездатний вік |
| -------- | ------- | ------------------ | ---------------- | -------------------- |
| Чоловіки | 518     | 102                | 352              | 64                   |
| Жінки    | 523     | 101                | 296              | 126                  |
| Разом    | 1041    | 203                | 648              | 190                  |